# Episodi di Grey's Anatomy (terza stagione)
La terza stagione della serie televisiva Grey's Anatomy, composta da venticinque episodi, è stata trasmessa negli Stati Uniti dal 21 settembre 2006 al 17 maggio 2007 sul canale ABC.
In America la prima puntata della terza stagione è riuscita a battere per la prima volta la serie CSI: Crime Scene Investigation: 25 milioni di spettatori.
Con 19 220 000 telespettatori è l'ottavo programma più seguito della stagione televisiva USA 2006-2007.
In Italia la stagione è stata trasmessa in prima visione dal 12 febbraio al 9 luglio 2007 su Fox Life di Sky. In chiaro è andata in onda dal 12 settembre al 29 novembre 2007 su Italia 1.
Sara Ramírez entra nel cast fisso della serie con il ruolo della dott.ssa Callie Torres.
Eric Dane entra nel cast fisso della serie con il ruolo del dott. Mark Sloan.
Brooke Smith torna a interpretare il ruolo della dott.ssa Erica Hahn in due episodi; sarà tra i protagonisti della quarta stagione.
Chyler Leigh appare negli ultimi due episodi della stagione nel ruolo della specializzanda Lexie Grey; sarà tra i protagonisti fissi della serie a partire dalla quarta stagione.
Kate Walsh esce dal cast fisso al termine della stagione, per diventare la protagonista dello spin-off Private Practice; torna come guest star in alcuni episodi delle stagioni successive.
Isaiah Washington esce dal cast fisso al termine della stagione a causa di dissapori dell'attore con la produzione.
| N. | Titolo originale                    | Titolo italiano                    | Prima TV USA      | Prima TV Italia  |
| -- | ----------------------------------- | ---------------------------------- | ----------------- | ---------------- |
| 1  | Time Has Come Today                 | È questione di tempo               | 21 settembre 2006 | 12 febbraio 2007 |
| 2  | I Am a Tree                         | Scelte                             | 28 settembre 2006 | 12 febbraio 2007 |
| 3  | Sometimes a Fantasy                 | Fantasie                           | 5 ottobre 2006    | 19 febbraio 2007 |
| 4  | What I Am                           | Ciò che siamo                      | 12 ottobre 2006   | 26 febbraio 2007 |
| 5  | Oh, the Guilt                       | Sensi di colpa                     | 19 ottobre 2006   | 5 marzo 2007     |
| 6  | Let the Angels Commit               | Questione di impegno               | 2 novembre 2006   | 12 marzo 2007    |
| 7  | Where The Boys Are                  | Un nuovo inizio                    | 9 novembre 2006   | 19 marzo 2007    |
| 8  | Staring at the Sun                  | Guardando il sole                  | 16 novembre 2006  | 26 marzo 2007    |
| 9  | From a Whisper to a Scream          | Sussurri e grida                   | 23 novembre 2006  | 2 aprile 2007    |
| 10 | Don't Stand So Close to Me          | Non starmi così vicino             | 30 novembre 2006  | 9 aprile 2007    |
| 11 | Six Days, Part 1                    | Sei giorni (1)                     | 11 gennaio 2007   | 16 aprile 2007   |
| 12 | Six Days, Part 2                    | Sei giorni (2)                     | 18 gennaio 2007   | 23 aprile 2007   |
| 13 | Great Expectations                  | Aspettative                        | 25 gennaio 2007   | 30 aprile 2007   |
| 14 | Wishin' and Hopin'                  | Desideri e speranze                | 1º febbraio 2007  | 7 maggio 2007    |
| 15 | Walk On Water (1)                   | Camminare sull'acqua (1)           | 8 febbraio 2007   | 14 maggio 2007   |
| 16 | Drowning On Dry Land (2)            | Annegare sulla terra ferma (2)     | 15 febbraio 2007  | 21 maggio 2007   |
| 17 | Some Kind of Miracle (3)            | Una specie di miracolo (3)         | 22 febbraio 2007  | 28 maggio 2007   |
| 18 | Scars and Souvenirs                 | Vecchie ferite                     | 15 marzo 2007     | 4 giugno 2007    |
| 19 | My Favorite Mistake                 | Lo sbaglio che preferisco          | 22 marzo 2007     | 11 giugno 2007   |
| 20 | Time After Time                     | Attimo dopo attimo                 | 19 aprile 2007    | 18 giugno 2007   |
| 21 | Desire                              | Desiderio                          | 26 aprile 2007    | 25 giugno 2007   |
| 22 | The Other Side of This Life, Part 1 | L'altro lato della nostra vita (1) | 3 maggio 2007     | 2 luglio 2007    |
| 23 | The Other Side of This Life, Part 2 | L'altro lato della nostra vita (2) | 3 maggio 2007     | 2 luglio 2007    |
| 24 | Testing 1-2-3                       | Il giorno degli esami              | 10 maggio 2007    | 9 luglio 2007    |
| 25 | Didn't We Almost Have It All?       | Nuove scelte                       | 17 maggio 2007    | 9 luglio 2007    |

## Affari di cuore
- Titolo originale: Complications of the Heart

Lo speciale è un riassunto degli episodi della seconda stagione.

## È questione di tempo
- Titolo originale: Time Has Come Today
- Diretto da: Dan Minahan
- Scritto da: Shonda Rhimes

### Trama
Dopo la morte di Denny, Izzie si ritrova stesa sul pavimento del bagno, incapace di muoversi e sentendo il proprio corpo e la propria anima al rallentatore. Meredith viene definita dagli amici "cupa e triste" a causa delle sue complicate relazioni, e alla fine confessa a Cristina di aver avuto un rapporto sessuale con Derek e di aver perso le mutande. Nello stesso istante, Addison ha trovato le mutande nella giacca di Derek e si reca al lavoro per pianificare una terribile ma divertente vendetta. Addison si occupa di un neonato abbandonato nei bagni di una scuola. Vengono portate in ospedale le quattro ragazze che possono essere la madre, in quanto sono le ultime state al bagno: Karen, Shannon, Lisa e Sarah. Una paziente affetta dalla peste nera, Giselle Toussant, arriva all'ospedale e muore. Il marito della donna, il signor Omar Toussant, Derek e George vengono messi in quarantena, essendo stati esposti alla malattia. E una volta tornati a casa, i due confessano rispettivamente a Meredith e Callie di amarle. La moglie di Richard, Adele, lo costringe a scegliere: o lui va in pensione o lei chiederà il divorzio. Nell'episodio vengono inframezzati diversi flashback. C'è un flashback del party iniziale per i futuri specializzandi: Alex e Izzie si conoscono, Cristina prova ad attirare l'attenzione di Burke ma lui è intento a conquistare un'altra donna, Meredith conosce George e osserva Richard cercando di non farsi vedere. Poi c'è un flash di Meredith su una giostra mentre sua madre veniva lasciata da Richard. Un altro flash è quello di quando Derek caccia fuori di casa Addison dopo aver scoperto il tradimento e poi la fa rientrare in casa e se ne va lui stesso. Poi c'è un flash di quando Meredith e Derek si sono conosciuti al bar di Joe.
- Il tema della riflessione è il tempo.
- Altri interpreti: Chris O'Donnell (Dr. Finn Dandridge), Kate Burton (Ellis Grey), Loretta Devine (Adele Webber), Steven W. Bailey (Joe), Jessica Tuck (Shannon's Mom), Sarah Utterback (Infermiera Olivia Harper), Joanie Fox (Madre di Sara), Mia Wesley (Madre di Karen), Pepper Sweeney (Padre di Lisa), Alexandra Brandl (Karen), Nicolette Collier (Meredith da piccola), Matt Crabtree (IDC Dude), Elizabeth Goldstein (Giselle Toussant), Hallee Hirsh (Claire), Kelli King (Sara), Wayne Lopez (Paramedico), Frank Merino (Ragazzo del funerale), Paulina Olszyinski (Lisa), Jeremy Rabb (Residente), Haley Ramm (Shannon), Damon Standifer (Hazmat Guy), Tamika Wheeler (Ragazza di Burke), Steve Harris (Omar Toussant).
- Riferimento del titolo: il titolo fa riferimento al brano omonimo dei The Chambers Brothers.

## Scelte
- Titolo originale: I Am a Tree
- Diretto da: Jeff Melman
- Scritto da: Krista Vernoff

### Trama
Izzie si mette a preparare montagne di muffin per cercare, almeno in parte, di soffocare il dolore della morte di Denny. Nell'ospedale, intanto, vengono trovate delle mutandine nere appese alla bacheca, e mentre la Bailey si insospettisce riguardo Cristina e Meredith (a buona ragione), Callie accorre in aiuto di quest'ultima e si prende la colpa, scatenando la gelosia di George. Addison, nel frattempo, si è presa un giorno libero per bere, visto che "i suoi condotti lacrimali sono troppo orgogliosi per funzionare". Cristina si spoglia per cercare di tirar su il morale a Burke dopo lo stress dello sparo e dell'operazione, ma proprio in quel momento arrivano i genitori di lui. La signora Jane Burke esprimerà gran disappunto, a differenza del marito il signor Donald. Callie viene "sfrattata" dal suo appartamento clandestino, dopo essere stata scoperta dal capo. In ospedale c'è un ragazzo di 32 anni, Benjamin O'Leary, con un tumore al cervello che gli fa dire tutto quello che pensa, provocando molto imbarazzo quando, grazie alla propria sagacia, intuisce la natura del rapporto tra Derek e Meredith: il ragazzo muore durante l'operazione. George si occupa di Dana Seabury, una donna con un cancro ai polmoni che rifiuta di sottoporsi a un intervento. Arriva poi un ragazzino, Harley Hernandez, con il ramo di un albero conficcato nel torace: il ragazzo viene operato e si salva. Derek va in albergo da Addison a dirle che il loro matrimonio è finito e la trova in compagnia di Mark. Meredith dice a Finn e Derek che vuole frequentarli entrambi prima di decidere chi dei due scegliere. La dottoressa Bailey al bar parla con il padre di Harley, che le esprime la propria delusione per non essere riuscito a impedire l'incidente, e allora la dottoressa, sentendosi nei panni dell'uomo rispetto a Izzie, va da quest'ultima a cercare di convincerla a tornare al lavoro. Alex ha un rapporto sessuale con la paziente Dana Seabury nel bagno del bar di Joe.
- Il tema della riflessione sono gli impulsi.
- Altri interpreti: Chris O'Donnell (Dr. Finn Dandridge), Diahann Carroll (Jane Burke), Richard Roundtree (Donald Burke), Roxanne Hart (Dana Seabury), Peter Paige (Benjamin O'Leary), Steven W. Bailey (Joe), Elizabeth Sampson (Ruth O'Leary), Javier Grajeda (Jeffrey Hernandez).
- Riferimento del titolo: il titolo fa riferimento al brano omonimo scritto da Doug Gillard e cantato dai Guided by Voices.

## Fantasie
- Titolo originale: Sometimes a Fantasy
- Diretto da: Adam Arkin
- Scritto da: Debora Cahn

### Trama
Meredith fa un sogno in cui si trova a letto contemporaneamente con Finn e Derek, ma viene svegliata da George che la implora di cacciare via di casa Callie, che ormai da una settimana si è trasferita lì. In pronto soccorso arriva Megan Clover, una bambina che crede di avere dei super poteri e che non sente alcun dolore quando viene ferita. Alex si occupa di lei, credendo che i genitori abusino della piccola. Addison, dopo una notte di sesso con Mark, lo invita a tornarsene a New York. Tuttavia, Mark non pare avere intenzione di lasciare Seattle. Derek e Cristina si occupano di Taylor Tressel, un uomo con frequenti crisi epilettiche che decide di sottoporsi a un intervento per eliminarle. Meredith va a pranzo con Finn e a cena con Derek per sperimentare la "teoria degli appuntamenti", ma le cose non vanno come aveva fantasticato ed entrambi gli appuntamenti finiscono in malo modo. Izzie va all'ospedale per parlare con il capo e chiedergli di riassumerla, ma qualcosa la blocca e non riesce a entrare nell'edificio. Callie lascia la casa di Meredith per lasciare più spazio a George che non si sente pronto per la convivenza con lei. Cristina aiuta Burke a superare il trauma subito in seguito allo sparo e all'intervento chirurgico.
- Altri interpreti: Chris O'Donnell (Dr. Finn Dandridge), Abigail Breslin (Megan Clover), Gabriel Casseus (Taylor Tressel), Jack Conley (Jasper Hovey), Lanei Chapman (Lianne Tressel), Stephanie Erb (Signora Gantry), Kevin Will (Len Gantry), Linda Eve Miller (Infermiera del pronto soccorso), Daniel Tatar (Commesso dell'albergo nº 1); Julie Granata (Commesso dell'albergo nº 2).
- Riferimento del titolo: il titolo fa riferimento al brano omonimo di Billy Joel.

- Titolo originale: What I Am
- Diretto da: Dan Lerner
- Scritto da: Allan Heinberg

Meredith non si sente bene e Cristina pensa che sia incinta, in realtà si tratta di appendicite. Burke continua la sua riabilitazione suturando polli con l'aiuto di Cristina e si convince a tornare in ospedale, non prima di aver fatto una visita di controllo da Derek, pur continuando ad avere dei tremori. La Bailey si occupa del signor Shawn Sallivan, un uomo di 62 anni che ha subìto una trombolisi con coronaroplastica. L'uomo non deve più fumare, invece accende una sigaretta mentre è collegato all'ossigeno, così prende letteralmente fuoco e si ustiona gravemente. Addison lavora con Alex sul caso di Rebecca Bloom, una donna che non vuole fare assolutamente un parto cesareo, ma alla fine Addison è costretta a intervenire ugualmente con un cesareo. Mark è stato assunto da Richard e incomincia a lavorare ufficialmente al Seattle Grace, ma né Addison né Derek sono felici di vederlo. Izzie si incontra con il padre di Denny, Denny Duquette Senior, che vuole sapere come è avvenuta la morte del figlio. L'uomo le fa ascoltare un messaggio che Denny aveva lasciato in segreteria ai suoi genitori, parlando proprio di Izzie. Callie invita George a cena da lei in albergo, ma George deve scappare a casa da Izzie, così Callie si arrabbia. Meredith, sotto l'effetto della morfina, dice cose che non dovrebbe dire e si comporta in modo molto bizzarro. Sia Finn sia Derek sono al suo capezzale. Derek però parlando con Richard si convince di non poter dare a Meredith ciò che lei merita, così va da Meredith e le annuncia che si farà da parte. In realtà Meredith aveva deciso di scegliere proprio Derek, perciò chiude con Finn ugualmente. Al bar di Joe, Callie conosce Mark e i due finiscono a letto insieme.
- Special Guest Star: Chris O'Donnell (Dr. Finn Dandridge).
- Guest Star: Fred Ward (Denny Duquette, Sr.), Stephanie Faracy (Signora Sullivan), Tina Holmes (Rebecca Bloom), Alan Blumenfeld (Shawn Sullivan), Steven W. Bailey (Joe).
- Riferimento del titolo: il titolo fa riferimento al brano omonimo di Edie Brickell & New Bohemians.

## Sensi di colpa
- Titolo originale: Oh, the Guilt
- Diretto da: Jeff Melman
- Scritto da: Zoanne Clack, Tony Phelan e Joan Rater

### Trama
Gli specializzandi partecipano, insieme con i loro responsabili e altri numerosi medici, a una conferenza sulla mortalità in ospedale. Durante la conferenza, Burke e la Bailey si trovano a essere accusati da altri medici del Seattle Grace, e in particolare dal dottor Matthew Savoy, per le varie complicanze del caso di Denny. Izzie torna in ospedale per svuotare il suo armadietto e per annunciare che, avendo ereditato da Denny 8 milioni di dollari, li userà per godersi la vita. Burke incita Izzie a tornare al lavoro. La Bailey aiuta Diana Niles, una mamma trentenne con un cancro al seno al secondo stadio. Meredith e Addison si occupano di Adam Morris e Margo Harshman, una coppia di ex marito e moglie, rimasti incastrati durante l'atto sessuale a causa del piercing dell'uomo. L'uomo, poco dopo aver risolto il problema, viene colto da un infarto e viene subito operato dal dottor Burke, affiancato da Cristina pronta ad assisterlo se la mano di Burke dovesse tornare a tremare. Addison e Derek divorziano e Derek lascia ad Addison sia la casa a Central Park sia quella negli Hamptons, tenendosi però la roulotte e il terreno di Seattle. Addison si sente però in colpa perché Derek non sa che tra lei e Mark c'è stata più di una semplice scappatella. Così alla fine Addison rivela a Derek della storia di oltre due mesi con Mark e Derek resta sconvolto. Proprio in questo brutto momento per Derek, Meredith gli dice di aver lasciato Finn, ma Derek ancora sotto shock la liquida con un "OK". Callie lascia George.
- Guest Star: Faith Prince (Sonya Cowlman), Arye Gross (Adam Morris), Justina Machado (Diane Niles), Chris Conner (Signor Niles), Margo Harshman (Jennifer Morris), Todd Babcock (Dr. Matthew Savoy).
- Riferimento del titolo: il titolo fa riferimento al brano omonimo dei Nirvana.

## Questione di impegno
- Titolo originale: Let the Angels Commit
- Diretto da: Jessica Yu
- Scritto da: Stacy McKee

### Trama
Burke è tornato al lavoro ed effettua un autotrapianto cardiaco; Cristina coordina tutti i suoi interventi, assicurandosi che nessun responsabile assista, per evitare che venga scoperta la verità sulla sua mano. La Bailey si accorge però che è Cristina a manovrare le cose. Derek riceve la visita inaspettata di una delle sue sorelle, Nancy, dal Connecticut. Meredith va alla roulotte a trovare Derek e trova Nancy sul suo letto, così pensa che sia una donna con cui Derek è stato a letto e fugge subito via. Solo la mattina seguente Derek gliela presenta, spiegandole che si tratta di sua sorella. Nancy consiglia a Derek di starsene per un po' da solo, senza donne al suo fianco. Addison e George hanno in cura Noel, una ragazza incinta di due gemelli e con due uteri. Greg, il ragazzo di Noel, scopre dagli esami effettuati alla ragazza che solo uno dei due bambini è suo figlio, mentre l'altro è stato concepito dalla ragazza in un periodo in cui i due si erano lasciati. Alla fine il ragazzo decide comunque di accettare la cosa e di considerare entrambi come suoi figli. Alex alle prese con Sloan si rende conto di essere più interessato alla ginecologia che alla chirurgia plastica. Alex ascoltando una conversazione di Mark e Callie capisce che i due sono andati a letto insieme. Izzie torna al lavoro e viene assegnata a Meredith; insieme si occupano di Gretchen, una ragazza ustionata alla mano. La ragazza si è provocata appositamente l'ustione per non andare a sostenere l'ultimo esame universitario che le è rimasto. Viene quindi trasferita in psichiatria. Derek dice a Meredith di avere bisogno di un po' di tempo per schiarirsi le idee.
- Guest Star: Embeth Davidtz (Nancy Shepherd), Jillian Bach (Gretchen), Edwin Hodge (Greg), Francesca P. Roberts (Mrs. Bird), Liza Lapira (Noel).
- Riferimento del titolo: il titolo fa riferimento al brano omonimo dei Danielle Howle and the Tantrums.

## Un nuovo inizio
- Titolo originale: Where The Boys Are
- Diretto da: Dan Minahan
- Scritto da: Mark Wilding

### Trama
Derek, Preston, Alex, Richard, George, Joe e Walter partono per un campeggio nella foresta per cercare di risolvere alcuni dei propri problemi personali, ma il viaggio si rivela spiacevole per molti di loro. George si accorge che Burke ha ancora un tremore alla mano. Poco dopo scoppia un litigio tra George e Alex, perché Alex confida a George di aver scoperto che Callie è andata a letto con Mark. Inoltre accade un incidente a Walter, che viene colpito durante la lotta di George e Alex che sbatte la testa su una pietra e si procura un taglio profondo sulla fronte. Nel frattempo, in ospedale Mark lavora con Meredith e ci prova con lei. Insieme si occupano del caso di Daniel Gibson, ormai chiamata Dana: si tratta di un uomo che vuole farsi togliere il pene per diventare donna, perciò viene eseguita una vaginoplastica. La moglie di Daniel, Vicky, però è contraria all'intervento. Dana inoltre ha contratto un cancro alla mammella perciò deve interrompere la cura di ormoni, altrimenti il cancro progredirà. Mark gli sconsiglia quindi di procedere all'intervento che, senza l'assunzione degli ormoni, si rivelerebbe inutile. Dana tuttavia decide di operarsi comunque e di continuare a prendere gli ormoni. Callie e Addison hanno in cura Jamie, una ragazza incinta che è caduta nella doccia fratturandosi il polso e perdendo il bambino. Izzie viene assegnata a una collega consigliera di pari grado: Sydney. Cristina continua a mantenere il segreto di Burke nonostante la Bailey incominci a sospettare qualcosa e la punisca vietandole di partecipare agli interventi, e si occupa di un bambino che ha mangiato le pedine del Monopoli e ha una perforazione intestinale, per cui il bambino viene operato dalla Bailey. Il padre di George viene ricoverato. Derek chiede a Meredith di ricominciare la loro storia.
- Guest Star: Steven W. Bailey (Joe), Kali Rocha (Dr. Sydney Heron), Alexandra Billings (Daniel/Dana), Clare Carey (Vicky), George Dzundza (Mr. O'Malley), Alexandra Holden (Jamie Carr), Jim Parrack (Ted Carr), Jack Yang (Walter).
- Riferimento del titolo: il titolo fa riferimento al brano omonimo di Connie Francis.

## Guardando il sole
- Titolo originale: Staring at the Sun
- Diretto da: Jeff Melman
- Scritto da: Gabrielle Stanton e Harry Werksman

### Trama
Il padre di George viene ricoverato perché è svenuto e cadendo si è rotto la clavicola. Tuttavia Callie, la Bailey e Cristina scoprono qualcosa che non va in lui: ha un tumore esofageo metastatico, estesosi anche allo stomaco. L'uomo inoltre necessita di una sostituzione della valvola aortica. George è molto preoccupato per il padre e deluso dal comportamento di Callie che è andata a letto con Mark Sloan. Meredith e Derek sono finalmente tornati insieme e cercano di affrontare la vita in modo positivo, come due persone brillanti e splendenti. Izzie viene affiancata ad Alex che si occupa di un caso di Sloan: Frank Jeffries è un paziente che si è rifatto i pettorali per la sua ragazza ma ha avuto una complicanza per cui gli è stato inserito un drenaggio. Alex, per impressionare positivamente Izzie, le permette di togliere lei stessa il drenaggio all'uomo. Alex bacia Izzie, ma lei si scusa dicendogli che non può. Cristina continua a coprire Burke, ma George capisce cosa c'è che non va in lui, e la prega di dirgli la verità dato che dovrà operare suo padre. Una bimba di cinque anni, Mia Hanson, arriva in ospedale investita per errore dalla sua babysitter Anna, ma tutto ciò che Mia vuole è vedere Anna anziché i suoi genitori. Questo fa riflettere la Bailey sul suo ruolo di mamma in carriera. Mia viene operata ben due volte nella stessa giornata. Addison decide cosa fare con le sue fedi nuziali: le getta in mare. Derek e Addison aiutano Richard depresso per il divorzio. Richard avvisa Meredith che per provare a salvare il suo matrimonio cercherà di non andare più a far visita a sua madre.
- Guest Star: George Dzundza (Mr O'Malley), Greg Pitts (Jerry O'Malley), Tim Griffin (Ronny O' Malley), Paul Cassell (Mr. Hanson), Myndy Crist (Mrs Dayanne Hanson), Annie Campbell (Babysitter Anna), Matt Winston (Frank Jeffries), Kate Burton (Dr. Ellis Grey), Steven W. Bailey (Joe).
- Riferimento del titolo: il titolo fa riferimento ai brani omonimi degli U2, Wendy & Lisa, TV on the Radio e The Offspring.

## Sussurri e grida
- Titolo originale: From a Whisper to a Scream
- Diretto da: Julie Anne Robinson
- Scritto da: Kip Koenig

### Trama
Ora che George è quasi certo che Burke abbia ancora dei tremori alla mano, decide di chiamare la dottoressa Hahn per eseguire l'intervento di suo padre anziché Burke. Izzie non capisce il motivo di questa scelta e cerca di convincere il padre di George a farsi operare da Burke perché lui è il migliore nel suo campo. Questo manda in bestia George che se la prende con Izzie rinfacciandole la storia di Denny. In ospedale arrivano dei feriti a causa di un anziano uomo, il signor Dickenson, che è finito con l'auto dentro al mercato. L'uomo, Larry Dickenson, è in coma e ha un ematoma subdurale e una stenosi spinale, che provoca paralisi ai piedi e che quindi è stata la causa dell'incidente. L'uomo non avrebbe dovuto guidare. La signora Dickenson sta bene e continua a dire che il disastro è stato dovuto a un problema dell'auto e non di suo marito. In realtà la donna sapeva della malattia del marito e, nonostante la figlia avesse proibito loro di usare la macchina, la donna aveva ridato al marito le chiavi dell'auto per andare al mercato. Tra i vari feriti, c'è una ragazza, Janelle Duco, proprietaria di una bancarella del mercato ortofrutticolo. La ragazza è incinta di dieci settimane. Addison e Mark si occupano della ragazza, insieme con Alex. La ragazza ha una scheggia di vetro nel cuore. Callie pensa che sia stata Meredith a rivelare a George della sua storia con Mark. Cristina e Burke temono che Richard abbia scoperto tutto, ma si devono ricredere quando Richard offre a Burke il posto di primario. Il peso del segreto si rivela troppo grande e finiscono entrambi a rivelare il segreto a Richard.
- In questo episodio la voce di sottofondo è quella di Cristina.
- Guest Star: George Dzundza (Harold O'Malley), Brooke Smith (Erica Hahn), Debra Monk (Louise O'Malley), Lois Smith (Signora Dickenson), Emy Coligado (Janelle Duco).
- Riferimento del titolo: il titolo fa riferimento ai brani omonimi di Elvis Costello, Robert Palmer, Starsailor e Icicle Works.

## Non starmi così vicino
- Titolo originale: Don't Stand So Close to Me
- Diretto da: Seith Mann
- Scritto da: Carolina Paiz

### Trama
Mentre Richard affronta la grave situazione che ha visto coinvolti Burke e Cristina, la Bailey se la prende perché pensa che non verranno presi provvedimenti seri nei loro confronti. Anche Izzie, George e Alex sono arrabbiati con Cristina, finché Meredith non la difende ricordando agli amici che tutti loro hanno fatto errori o avuto momenti di difficoltà in cui Cristina li ha aiutati o sostenuti, ottenendo quindi le scuse di Izzie e Alex ma non di George. Il padre di George viene operato dalla dottoressa Hahn con l'assistenza di Cristina: la valvola aortica del signor O'Malley viene sostituita con quella di un suino. Alex, Izzie e George si occupano, insieme a Mark e Derek, di due gemelli siamesi adulti, Jake e Pete Weitzman, uniti dalla nascita. Gli uomini vogliono essere separati perché Jake è sposato con una donna, Elena. Derek non è certo di poter procedere con l'intervento, perché gli uomini rischiano la paralisi o la morte. Richard cerca di spingerlo a operarli. La Bailey parla a Derek e lo convince a fare l'intervento. Meredith viene chiamata da Addison, perché la sua sorellastra Molly è stata ricoverata per un cesareo e la sua matrigna Susan vuole che sia Meredith ad assisterla. Tuttavia la bambina, Laura, quando nasce, non riesce a respirare a causa di un'ostruzione intestinale. La bambina è in pericolo di vita, così Addison la opera immediatamente e riesce a salvarla.
- Altri interpreti: George Dzundza (Harold O'Malley), Brooke Smith (Erica Hahn), Debra Monk (Louise O'Malley), Greg Pitts (Jerry O'Malley), Tim Griffin (Ronny O' Malley), Mare Winningham (Susan Grey), Mandy Siegfried (Molly Grey Thompson), Kate Burton (Ellis Grey), Randy e Jason Sklar (Jake e Pete Weitzman), Jennifer Aspen (Elena).
- Riferimento del titolo: il titolo fa riferimento al brano omonimo dei The Police, Don't Stand So Close to Me.

## Sei giorni - Prima parte
- Titolo originale: Six Days, Part 1
- Diretto da: Greg Yaitanes
- Scritto da: Krista Vernoff

### Trama
Derek non riesce a dormire, perché Meredith russa. Mentre Burke è convalescente in seguito a una nuova operazione alla spalla, Cristina cerca di scoprire tramite Meredith, Derek e poi Olivia se Burke ha ancora dei tremori. Burke e Cristina ancora non si parlano. Heather Douglas è una ragazza di 17 anni con una grave malattia genetica, la sindrome di Water, che le ha provocato una malformazione alla spina dorsale. Izzie si occupa della ragazza che, grazie a Callie e a Derek, riacquista le speranze di vivere una vita normale. Il padre di George convince Richard a rimuovere tutte le metastasi. L'uomo viene operato da Richard, la Bailey e Meredith. George, in un momento di eccitazione, bacia Callie. La nipotina di Meredith, Laura Grey Thompson, viene di nuovo operata da Addison, assistita da Alex; da lì lo specializzando le rivelerà di voler inseguire il sogno di diventare chirurgo plastico e arriverà al punto di baciare Addison, interrotto però da un'infermiera. Meredith incontra suo padre Thatcher, ma tra loro continua a non esserci comunicazione. Izzie finalmente si convince a incassare l'assegno lasciatole da Denny.
- Guest Star: George Dzundza (Harold O'Malley), Jeff Perry (Thatcher Grey), Debra Monk (Louise O'Malley), Greg Pitts (Jerry O'Malley), Tim Griffin (Ronnie O'Malley), Mae Whitman (Heather Douglas), Judith Hoag (Rhada Douglas), Sarah Utterback (Infermiera Olivia).
- Riferimento del titolo: il titolo fa riferimento al brano omonimo di DJ Shadow.
- In questo episodio non è presente la voce narrante.

## Sei giorni - Seconda parte
- Titolo originale: Six Days, Part 2
- Diretto da: Greg Yaitanes
- Scritto da: Krista Vernoff

### Trama
George capisce quello che la Bailey e il primario hanno fatto a suo padre in sala operatoria e si arrabbia terribilmente con loro per aver dato retta al volere di suo padre. Le condizioni di Harold O'Malley peggiorano drasticamente e i medici perdono le speranze di un suo risveglio. George e la sua famiglia decidono di staccarlo dalle macchine e lasciarlo morire in pace. Callie e George si riavvicinano. Cristina racconta a George di aver perso suo padre quando aveva 9 anni. Addison confessa a Callie che in questi giorni avrebbe dovuto avere un bambino da Mark, ma poi Addison ha deciso di abortire, poiché il figlio lo avrebbe voluto da Derek. Izzie dona 300 000 dollari per l'intervento alla colonna vertebrale che può migliorare la vita della ragazza ricoverata, Heather Douglas. Addison bacia Alex da Joe. Burke e Cristina continuano a non parlarsi, ma alla fine Burke rivela a Derek davanti a Cristina stessa di non aver più avuto tremori alla mano. Questo episodio e il precedente dovevano inizialmente essere uno unico, ma l'episodio successivamente è stato ampliato e diviso in due parti. Entrambi sono dedicati a Bob Verne, padre della sceneggiatrice Krista Vernoff.
- Guest Star: George Dzundza (Harold O'Malley), Jeff Perry (Thatcher Grey), Debra Monk (Louise O'Malley), Greg Pitts (Jerry O'Malley), Tim Griffin (Ronnie O'Malley), Mae Whitman (Heather Douglas), Judith Hoag (Rhada Douglas), Steven W. Bailey (Joe).
- Riferimento del titolo: il titolo fa riferimento al brano omonimo di DJ Shadow.

## Aspettative
- Titolo originale: Great Expectations
- Diretto da: Michael Grossman
- Scritto da: Eric Buchman

### Trama
Derek e Meredith vengono invitati a cena a casa di Burke, anche se lui e Cristina non si parlano. Le voci del prossimo pensionamento di Richard incominciano a correre nell'ospedale e tutti i medici cominciano la loro gara per ingraziarsi il primario: Derek, Burke, Addison e Mark. Addison confessa a Callie di aver baciato Alex. In ospedale arriva Jilly Miller, una ragazza di 23 anni con un tumore alla cervice molto esteso. Addison si occupa di lei, insieme a Izzie e George. La ragazza è fuggita di casa quando aveva 16 anni per stare accanto alla migliore amica, espulsa dalla comunità Amish da cui provengono. Poiché però le sarebbe concesso tornare a casa, Jilly ha deciso di chiamare i genitori a causa della sua grave malattia. La ragazza viene operata da Addison e dalla Bailey, ma il tumore è così esteso da non essere più operabile. Per questo l'amica, sotto consiglio dei medici, decide di lasciare che torni a casa affinché passi il tempo che le rimane con la propria famiglia. Mark incarica Alex e Meredith di occuparsi di Jim, un uomo con numerose piaghe da decubito. Cristina assiste Callie, occupandosi di Steve, un giovane atleta con una lussazione secondaria della rotula destra a seguito di una maratona. La Bailey cerca di ottenere consensi da parte degli altri medici per poter aprire un poliambulatorio gratuito e Webber le confessa che tra i candidati per il posto di primario è la migliore. Izzie cerca di aiutare George a superare la perdita del padre, ma lui pare preferisca sfogarsi facendo sesso con la povera Callie devastata dall'impeto di George. Richard torna dalla moglie, dicendole che è in pensione, ma Adele lo avvisa che è troppo tardi e che ormai ha un altro uomo. Cristina fa il primo passo e ricomincia a parlare a Burke, che le risponde con una domanda del tutto inaspettata: le chiede di sposarlo. George chiede scusa a Callie per il suo comportamento degli ultimi giorni e le propone di sposarlo. Entrambe resteranno indecise senza dare una risposta.
- Guest Star: Loretta Devine (Adele Webber), Rachel Boston (Rachel), Jessica Stroup (Jilly Miller), Joe Holt (Steve).
- Riferimento del titolo: il titolo fa riferimento al brano omonimo dei Kiss. Questo episodio era inizialmente intitolato Always Something There to Remind Me.

## Desideri e speranze
- Titolo originale: Wishin' and Hopin
- Diretto da: Julie Anne Robinson
- Scritto da: Tony Phelan e Joan Rater

### Trama
La clinica gratuita intitolata a Denny Duquette viene finalmente aperta, ma Izzie resta un po' delusa dalla scarsa affluenza di pazienti. Callie e George tornano dalla loro vacanza e annunciano a tutti di essersi sposati a Las Vegas. Gli specializzandi restano sbalorditi e credono che abbiano fatto un errore. Ellis Grey, la madre di Meredith, è tornata momentaneamente lucida e ricorda tutto della sua vita con l'eccezione degli ultimi cinque anni. Meredith è terrorizzata dal "dono" che le si presenta e raccontando alla madre di essere felice grazie a Derek viene attaccata da Ellis che la accusa di essere una persona ordinaria, di certo non speciale. Verrà convinta da Richard del contrario. Nel frattempo una giovane donna, Marina Rose, affetta da tumore viene operata, ma all'interno del suo corpo ci sono delle tossine che, aspirate, fanno perdere i sensi a tutti i medici presenti in sala operatoria, così, prima Burke e Derek con tute speciali e poi Cristina, Izzie e Meredith, dovranno operarla velocemente e con un alto rischio. George fa un discorso alle tre dicendo loro che se non vorranno Callie la farà andare via, ma la seguirà. Cristina è ancora indecisa se accettare la proposta di matrimonio di Burke, ma alla fine prende la sua decisione: non porterà l'anello di fidanzamento che Burke le ha regalato, ma accetta la proposta di sposarlo. Meredith torna da sua madre ma Richard le annuncia che è tornata senza memoria da circa un'ora.
- Guest Star: Sarah Utterback (Olivia), Kate Burton (Ellis Grey).
- Riferimento del titolo: il titolo fa riferimento al brano omonimo di Dusty Springfield di cui è stata fatta una reinterpretazione da Ani DiFranco e Stephanie Macintosh.

## Camminare sull'acqua (1)
- Titolo originale: Walk On Water
- Diretto da: Rob Corn
- Scritto da: Shonda Rhimes

### Trama

Tutti i medici del Seattle Grace Hospital al molo dove un ferry boat si è scontrato con una nave

Meredith tenta di annegare nella vasca di casa e Derek la scopre e la rimprovera anche se lei nega. Cristina vorrebbe aspettare a comunicare ai colleghi del suo futuro matrimonio con Burke, perché pensa che la prima persona a saperlo dovrebbe essere Meredith, ma, prima che Cristina trovi l'occasione per parlarne con Meredith, Burke si confida con Derek e ben presto tutto l'ospedale lo viene a sapere. Callie, la Bailey e Sidney sono in lista per il posto di capo degli specializzandi. George e Callie devono affrontare qualche difficoltà personale sul posto di lavoro. La madre di Meredith deve essere operata al cuore. Addison cerca di fare coraggio a Richard che si è tinto i capelli per essere più attraente. Improvvisamente arriva una chiamata di emergenza e tutti gli specializzandi, esclusa Cristina, e la Bailey si recano sul luogo di un disastro: un ferry boat si è schiantato contro una nave. La scena che si apre davanti ai loro occhi è orribile: centinaia di feriti e di morti. Izzie cerca di aiutare Rick, un uomo intrappolato tra due auto. L'uomo ha perso molto sangue e Izzie non può far molto per lui. George porta all'ospedale una donna che si rifiuta di essere operata finché non troveranno suo figlio. Alex aiuta una donna incinta e sfigurata, che viene portata in ospedale e operata da Burke. Alex deve poi occuparsi di informare le famiglie delle vittime del disastro. Meredith aiuta una bambina che si è persa. Poi vede un uomo che risale faticosamente dal molo e va a soccorrerlo. Dato che nessuno le dà una mano, chiede aiuto alla bambina che aveva soccorso poco prima. Insieme riescono a far cessare l'emorragia alla gamba dell'uomo e a salvarlo. Tuttavia il ferito, a causa del dolore, la urta inavvertitamente, facendo cadere Meredith qualche metro più sotto nelle acque del porto.
- Guest Star: Elizabeth Reaser (Jane Doe), Kali Rocha (Sydney), Dean Norris (Vince), Kelly Wolf (Carly Height), Paul Perri (Rick's Friend), Kate Burton (Ellis Grey).
- Riferimento del titolo: il titolo fa riferimento al brano omonimo degli Aerosmith. Alternativamente, può essere connesso a canzoni di Milk Inc., Ozzy Osbourne e Eddie Money.

## Annegare sulla terra ferma (2)
- Titolo originale: Drowning On Dry Land
- Diretto da: Rob Corn
- Scritto da: Shonda Rhimes

### Trama
Medici e specializzandi continuano a occuparsi delle vittime dell'incidente dell'episodio precedente. Alex si occupa dei familiari delle vittime e mostra loro le foto di persone ferite e morte in modo che possano riconoscerle. George mente alla madre del bambino disperso dicendole che il figlio sta bene anche se non ha ancora notizie del bimbo, perciò la Bailey gli ordina di trovarlo. Riesce a trovare il bambino, che si trova in sala operatoria e viene operato da Callie e Burke. Izzie continua ad aiutare l'uomo bloccato sotto la macchina e con l'aiuto telefonico di Webber e Sloan gli trapana il cranio riuscendo così a salvargli la vita e come ricompensa ottiene di assistere e collaborare all'intervento e la sua sospensione viene revocata. Cristina cerca in ogni modo di avere notizie di Meredith per darle la sua notizia, ma nessuno sa dove sia finita né cosa le sia accaduto. Derek sul luogo del disastro capisce che Meredith è caduta in mare, quindi si getta per salvarla e la porta in ambulanza in ospedale senza smettere mai di praticarle il massaggio cardiaco e la respirazione bocca a bocca. Giunti in ospedale tutti i medici cercano di rianimarla, ma la linea è piatta dopo venti minuti. Alex non è ancora riuscito a identificare la donna incinta trovata nel molo. Alla fine dell'episodio Meredith appare in una specie di sogno in una sala chirurgica, insieme a Denny Duquette e all'artificiere che estrasse la bomba dalla pancia di un paziente l'anno precedente, Dylan: costoro dicono a Meredith che si trova lì perché è morta.
- Guest Star: Elizabeth Reaser (Jane Doe), Kali Rocha (Sydney), Dean Norris (Vince), Kelly Wolf (Carly Height), Paul Perri (Rick's Friend).
- Riferimento del titolo: il titolo fa riferimento al brano omonimo di Tab Benoit, Fish Soup e Blues.

## Una specie di miracolo (3)
- Titolo originale: Some Kind Of Miracle
- Diretto da: Adam Arkin
- Scritto da: Shonda Rhimes e Marti Noxon

### Trama
La lotta per la vita di Meredith continua e nessun medico vuole mollare. Meredith si trova in uno strano limbo a parlare con l'artificiere Dylan; Denny, l'ex fidanzato di Izzie; la paziente Bonny; il cane di Meredith Doc; l'infermiera Fellow che era l'assistente di sua madre. Denny dice a Meredith che dopo essere annegata nella baia di Elliott lei è morta. Addison e Alex si occupano della sconosciuta incinta, che non ricorda più nulla, neanche il proprio nome. Nessuno sembra cercare la ragazza. Alex le annuncia che è incinta di una bambina. Nel frattempo Derek disperato incolpa Ellis per le condizioni di Meredith, ma poco dopo la donna ha un attacco di cuore. Cristina non sopporta l'idea di perdere la sua migliore amica e reagisce al dolore andando a fare la spesa e andando a bere da Joe. Izzie è l'unica ottimista ed è convinta che Meredith ce la farà, siccome crede nel bene perché sente che Denny è con lei. Callie deve assegnare Izzie e George. Nel limbo, Meredith parla con Denny e riesce a confessare ciò che è accaduto veramente quando è caduta in acqua. Parlando con Denny, Meredith viene a sapere che quando aveva 9 anni Cristina è rimasta coinvolta in un incidente stradale in cui ha perso il proprio padre, morto dissanguato davanti a lei mentre erano in attesa di un'ambulanza. La Bailey propone a Richard di tentare con un bypass cardio-polmonare, così viene chiamato subito Burke che effettua l'intervento, che non sembra essere servito a qualcosa dopo quasi un'ora. Cristina si fa coraggio e va a vedere Meredith, restando sconvolta. Urla e costringe i dottori a tentare ancora per un'ultima volta di salvarla. La madre di Meredith, Ellis, muore a causa dell'attacco cardiaco, così Meredith la incontra nel limbo. Grazie alla confessione fatta a Denny e alle parole della madre che la incoraggia ad andare avanti dicendole che lei è tutto tranne che ordinaria, Meredith trova la forza di tornare cosciente. Non appena Meredith si risveglia, Cristina le rivela che sposerà Burke. Derek va da Meredith per avvertirla della morte della madre, di cui Meredith è già a conoscenza. Addison dà a Mark un ultimatum: se lui riuscirà a non avere un rapporto sessuale con nessuna per 60 giorni lei gli concederà una nuova possibilità, Mark allora le chiede la stessa cosa. George chiede a Izzie di smetterla di criticare Callie e di incitarlo a divorziare da lei.
- Special Guest Star: Kyle Chandler (Dylan Young).
- Guest Star: Elizabeth Reaser (Jane Doe), Anna Maria Horsford (Infermiera Fallon), Monica Keena (Bonnie Crasnoff), Kali Rocha (Sydney Heron), Jeffrey Dean Morgan (Denny Duquette), Kate Burton (Ellis Grey), Sarah Utterback (Olivia), Steven W. Bailey (Joe).
- Riferimento del titolo: il titolo fa riferimento al brano omonimo di Kelly Clarkson e delle Girls Aloud.

## Vecchie ferite
- Titolo originale: Scars and Souvenirs
- Diretto da: James Frawley
- Scritto da: Debora Cahn

### Trama
Alex si trasferisce a casa di Meredith, dove vive anche Izzie, che non è d'accordo, occupando quella che prima era la camera di George.
Alex continua a occuparsi della donna incinta colpita da amnesia, che nessuno sembra cercare. Mark opera la donna all'occhio e Addison si arrabbia con lui poiché con l'intervento ha messo a rischio la vita del bambino.
Alla lista dei candidati a futuro capo dell'ospedale si aggiunge il Dr. Colin Marlow, uno dei migliori chirurghi del paese ed ex professore di Cristina alla Stantford e anche suo ex amante per ben 3 anni, quindi cerca di evitarlo. L'uomo ha più volte proposto a Cristina di sposarlo, ma lei ha sempre rifiutato la proposta ritenendo il matrimonio un'istituzione inutile e per persone deboli. La relazione è finita quando Cristina è partita per venire a lavorare a Seattle. Questa situazione mette in crisi Burke, che incomincia a domandarsi se Cristina vuole veramente sposarlo e lei gli dice che lo fa solo per renderlo felice.
Izzie si occupa di un uomo che ha un proiettile dentro da 50 anni, dalla guerra in Corea; il proiettile gli sta danneggiando la scapola, perciò Richard e Callie lo operano per estrarglielo.
In ospedale arrivano Thatcher e Susan Grey, che cercano Meredith mentre lei cerca di evitarli. Susan chiede a Meredith di concedere loro una cena insieme, perciò Meredith li invita a cena a casa sua. Durante la cena c'è molta tensione tra Derek, Meredith, Thatcher e Susan.
Derek deve operare una sua vecchia collega, la dottoressa Helen Crawford, con un meningioma sul seno sagittale superiore. La donna deve essere sottoposta a un intervento ogni 2 anni, ma ha deciso che questa sarà l'ultima volta che si lascerà operare. Ad assistere Derek c'è George. Derek propone alla donna un bypass al seno sagittale in modo da non doversi operare mai più e la donna accetta. Durante l'intervento si verificano delle complicazioni, perché alla paziente viene un'embolia venosa d'aria, ma Derek riesce a salvarle la vita.
Il matrimonio di George e Callie è in crisi: il marito ha rivelato per sbaglio a Meredith e a Izzie che la donna fosse molto ricca. I due litigano furiosamente e Callie confessa a George di essere convinta che Izzie provi qualcosa per lui, e lo caccia dalla sua stanza d'albergo. George corre a casa a parlare con Izzie, i due si ubriacano e finiscono a letto insieme.
- Guest Star: Elizabeth Reaser (Jane Doe), Jeff Perry (Thatcher Grey), Roger Rees (Dr. Colin Marlow), James Gammon (Mr. Scofield), Shohreh Aghdashloo (Helen Crawford), Mare Winningham (Susan Grey).
- Riferimento del titolo: il titolo dell'episodio deriva dall'omonimo brano di Mark David Manders.

## Lo sbaglio che preferisco
- Titolo originale: My Favorite Mistake
- Diretto da: Tamra Davies
- Scritto da: Charles Van Dusen

### Trama
Mentre Izzie è perfettamente consapevole di ciò che è accaduto tra lei e George, quest'ultimo appare confuso e ricorda solo di aver bevuto molto bourbon, credendo di essere poi svenuto.
Il padre di Callie arriva in città e vuole conoscere George. Proprio quando Callie lo presenta a suo padre George ha un flashback degli avvenimenti della notte appena trascorsa. Preso dal senso di colpa e turbato, decide di far sì che il tutto rimanga un segreto. Izzie acconsente, ma è chiaro che desidererebbe altro.
Callie si occupa della signora Rogerson, una paziente con una malattia congenita rara, la fibrodisplasia ossificante progressiva che trasforma i muscoli in ossa. Ad assisterla ci sono proprio Izzie e George.
Cristina si occupa del signor Doug Kendry, che ha un'infezione nell'osso e a cui deve essere amputato un piede a causa del diabete.
Nel frattempo Cristina fa un passo per lei importante, si dichiara pronta a sposarsi con Burke, alla sola condizione che la cerimonia sia intima e semplice in municipio.
Alex e Meredith seguono la paziente senza nome, che viene operata dal Dr. Sloan per una plastica facciale chiedendo l'aiuto di Meredith. Derek sospetta che si tratti di una mossa per acquisire punti agli occhi del Dr. Webber, mentre in realtà sarà il right now plan di Sloan (sostanzialmente un'idea presa in prestito dalla dottoressa Bailey) a permettergli, inaspettatamente, di ottenere il posto di nuovo capo, sbaragliando tutti gli altri contendenti che, condizionati dal Dr. Marlow, hanno preparato dei fumosi piani decennali.
- Guest Star: Elizabeth Reaser (Jane Doe), Michael Boatman (Doug Kendry), Catherine Dent (Cathy Rogerson), Roger Rees (Dr. Colin Marlow), Elisabeth Moss (Nina Rogerson), Héctor Elizondo (Signor Torres).
- Riferimento del titolo: il titolo dell'episodio deriva dall'omonimo brano di Sheryl Crow.

## Attimo dopo attimo
- Titolo originale: Time After Time
- Diretto da: Christopher Misiano
- Scritto da: Stacy McKee

### Trama
Izzie riceve la visita dei genitori della figlia che lei ha dato in adozione, dopo averla partorita all'età di sedici anni. I signori le comunicano che la bambina undicenne, Hannah, è malata di leucemia mieloide e ha bisogno di un trapianto di midollo osseo e Izzie, in quanto madre naturale, potrebbe essere compatibile. Izzie racconta la storia della bambina alla Bailey. La bambina non vuole incontrare Izzie.
George e Izzie decidono di non rinunciare alla loro amicizia e di dimenticare quanto accaduto quella notte. George accompagna Izzie in una stanza dove può vedere la figlia di nascosto, dimenticandosi di un appuntamento con Callie che viene a sapere da Meredith che è con Izzie. Poco dopo i due si incontrano, ma George le racconta di essere stato impegnato col lavoro e Callie si mostra delusa.
Ava, la paziente con amnesia di cui si occupa Alex, sembra aver ritrovato la propria famiglia, invece si scopre che non è quella la sua. Ava subisce un forte shock e sfoga la sua rabbia su Alex.
Tra Burke e Cristina le cose vanno molto bene, ma per allontanare il Dr. Mallow decide di fare la sposina con Preston. Dopo aver visto l'amore che prova Cristina, il Dr. Mallow, convintosi che non potrà far cambiare idea alla sua vecchia fiamma, annuncia l'intenzione di andarsene da Seattle.
Meredith è soffocata dalle eccessive attenzioni della madre acquisita Susan e finisce per cacciarla rispondendole male. Susan e Meredith poi si riappacificano.
Derek incomincia ad avere dei dubbi sulla sua relazione con Meredith, dato che il capo Richard gli impedisce di diventare capo per prendersi cura di Meredith. Derek non torna a casa di Meredith. Mark andrà al bar con Richard per aiutarlo a rimetterlo in pista e Addison si offre di aiutarlo a fare pratica su di lei.
- Guest Star: Elizabeth Reaser (Ava/Jane Doe), Roger Rees (Dr. Colin Marlow), Dee Wallace (Joan Waring), Brent Jennings (Charles), Suzanne Cryer (Caroline Klein), Tim Hopper (Dustin Klein), Marc Vann (ematologo), Steven W. Bailey (Joe), Mare Winningham (Susan Grey).
- Riferimento del titolo: il titolo dell'episodio è ripreso dall'omonimo brano di Cyndi Lauper.

## Desiderio
- Titolo originale: Desire
- Diretto da: Tom Verica
- Scritto da: Mark Wilding

### Trama
Gli specializzandi si preparano per il test per la specializzazione in chirurgia generale, che avranno tra due settimane, perciò sono molto occupati a studiare.
Anche il matrimonio tra Cristina e il Dr. Burke è imminente e devono scegliere la torta nuziale. Burke, che è molto serio riguardo alla scelta della torta nuziale, coinvolge tutto l'ospedale nella decisione.
Cristina vuole ottenere gli appunti per il test che aveva usato Callie, ritenuti formidabili. Alla fine Callie si lascia convincere e li dà a Cristina.
George e Izzie si occupano di un ragazzo che sembra avere un raffreddore perenne. In realtà si tratta di tutt'altro: il ragazzo sta perdendo liquor dal naso, il cervello gli sta affondando alla base del cranio.
Callie chiede a Izzie di allontanarsi da George. George vuole trasferirsi a lavorare al Mercy West.
Burke, Shepherd, Addison e Sloan sono ancora in conflitto per il titolo di primario.
Alex deve occuparsi sempre di Ava, la ragazza incinta che ha perso la memoria e che partorisce: la figlia è sana. Lei rivela ad Alex di aver sentito che, a parer suo, Addison vorrebbe un uomo come lui.
Larry Jennings, presidente della commissione del Seattle Grace e vecchio amico di Richard Webber, dopo aver urinato nelle acque del Rio delle Amazzoni, si è ritrovato con un pesce d'acqua dolce, il candirù, nell'uretra prostatica e viene operato. Intanto Addison, avendo un rapporto sessuale con il Dr. Karev, rompe il patto con il Dr. Sloan il quale se ne accorge e mente ad Addison raccontandole di averla tradita ancora. In seguito Karev spiega ad Addison che non la considera la sua ragazza e che non ha intenzione di avere una relazione seria con lei. Derek è tornato a vivere nella sua roulotte e, nonostante abbia fatto l'amore con Meredith, è dubbioso di voler continuare a vivere se è lei che non lo vuole, dato che si stava per suicidare nella baia, ma Meredith non si è resa conto della gravità della situazione e della crisi del loro rapporto. Derek allora cerca di essere più esplicito e le dice che dal giorno in cui è annegata lui ha sempre dovuto respirare per lei e non può più continuare a farlo. Lei, offesa, se ne va.
- Guest Star: Elizabeth Reaser (Ava/Jane Doe), Kali Rocha (Dr. Sydney Heron), Mitch Pileggi (Larry Jennings), Mary-Margaret Humes (Nancy Jennings), Rowena King (Celeste Newman), Ramon De Ocampo (James Benton).
- Riferimento del Titolo: il titolo si riferisce a varie canzoni, tra cui le omonime canzoni di Ryan Adams, Andy Gibb, U2, Talk Talk, Do As Infinity, Geri Halliwell, Pharoahe Monch e Zwan.

## L'altro lato della nostra vita - Prima parte
- Titolo originale: The Other Side of this Life, Part 1
- Diretto da: Michael Grossman
- Scritto da: Shonda Rhimes

### Trama
Cristina si sveglia e trova Burke che parla e scherza con sua madre e la madre di Cristina che vogliono organizzare il matrimonio. Cristina è quindi costretta a scegliere le sue damigelle d'onore: Meredith, Izzie e Callie. Izzie è l'unica damigella entusiasta. Addison si è messa in aspettativa ed è partita per Los Angeles per rivedere due suoi vecchi amici, Naomi e il suo ex marito Sam, che gestiscono l'Oceanside Wellness Group, una clinica privata. Si tratta di una cooperativa di medici che lavorano insieme. Addison conosce la terapista Violet, Pete, il pediatra Cooper, Dell. Addison è andata a Los Angeles perché Naomi è una specialista in fertilità e Addison vuole trovare un donatore di seme e avere un bambino: quindi Addison si sottopone a dei test per vedere se può avere figli, ma scopre che non può e resta sconvolta dalla notizia. Naomi offre ad Addison un posto da ginecologa nella loro clinica.
Mark incolpa Alex della partenza improvvisa di Addison. Meredith ammette con Derek di aver smesso di cercare di salvarsi e di essersi lasciata annegare, ma cerca di spiegargli che ora lei è una persona diversa, migliore, e che è disposta a ricominciare. Susan Grey, la nuova moglie del padre di Meredith, ha un brutto singhiozzo che non smette e deve essere sottoposta a un intervento effettuato dalla Bailey con l'aiuto di George. Meredith resta fuori a cercare di tranquillizzare il padre. Alex continua a occuparsi di Ava e le racconta di aver scaricato Addison. Questo episodio è stato trasmesso come un episodio speciale della durata di due ore, insieme con l'episodio successivo. Inoltre è stato anche l'episodio pilota della serie TV Private Practice con protagonista Addison Montgomery.
- Special Guest Star: Tim Daly (Pete), Paul Adelstein (Cooper), Taye Diggs (Sam), Amy Brenneman (Violet), Chris Lowell (Dell), Merrin Dungey (Naomi).
- Guest Star: Jeff Perry (Thatcher Grey), Elizabeth Reaser (Ava/Jane Doe), D.W. Moffett (Allan), Bellamy Young (Kathy), Raphael Sbarge (Paul), Stephanie Niznik (Carol), Tsai Chin (Helen Rubenstein), David Anders (Jim), Becky Wahlstrom (Lisa), Cameron Watson (Rick), Gary Hershberger (Doug), Parisa Fitz-Henley (Cammi), Shavon Kirksey (Maya Bennett), Diahann Carroll (Madre di Burke), Mare Winningham (Susan Grey).
- Riferimento del Titolo: il titolo si riferisce a varie canzoni, tra cui le omonime canzoni di David Byrne, Peter, Paul and Mary e dei Jefferson Airplane.

## L'altro lato della nostra vita - Seconda parte
- Titolo originale: The Other Side of this Life, Part 2
- Diretto da: Michael Grossman
- Scritto da: Shonda Rhimes

### Trama
Addison, anche se lo nasconde, è distrutta dalla notizia che non può avere bambini, ma comunque si ambienta nella clinica dei suoi amici. Lì vengono esaminati dei pazienti, come Paul, che all'inizio si crede abbia una banalissima mancanza di desiderio sessuale dovuta a uno scompenso ormonale ma che poi si rivela un tumore alla ghiandola surrenale difficilmente curabile; o Lisa, che aspetta un bambino e non riesce a capire di chi sia dato che è stata a letto con tre uomini nello stesso giorno. Nel frattempo un dottore dell'Oceans Side, Pete, corteggia Addison, e i due finiscono per baciarsi. Intanto al Seattle Grace Hospital, Ava deve essere operata al cervello da Derek, perché ha un'emorragia, ed è molto eccitata perché c'è la possibilità che con l'intervento recuperi la memoria. Tuttavia ciò non accade e la ragazza diventa molto triste. Le condizioni della madre acquisita di Meredith, Susan, stanno peggiorando, si verificano delle complicazioni, tra cui i crampi e un arresto cardiaco. Susan viene portata urgentemente in sala operatoria dove muore. Quando Meredith dice a suo padre che Susan è morta, Thatcher schiaffeggia Meredith, accusandola di averla uccisa e di aver minimizzato le cose, dato che inizialmente si trattava di un semplice singhiozzo, sebbene molto persistente.
Izzie dice a George che non vuole che vada a lavorare al Mercy West e i due si baciano.
Questo episodio è stato trasmesso come un episodio speciale della durata di due ore, insieme con l'episodio precedente. Inoltre è stato anche l'episodio pilota della serie TV Private Practice con protagonista Addison Montgomery.
- Special Guest Star: Tim Daly (Pete), Paul Adelstein (Cooper), Taye Diggs (Sam), Amy Brenneman (Violet), Chris Lowell (Dell), Merrin Dungey (Naomi).
- Guest Star: Jeff Perry (Thatcher Grey), Elizabeth Reaser (Ava/Jane Doe), Bellamy Young (Kathy), Raphael Sbarge (Paul), Stephanie Niznik (Carol), David Anders (Jim), Becky Wahlstrom (Lisa), Cameron Watson (Rick), Gary Hershberger (Doug), Diahann Carroll (Madre di Burke), Mare Winningham (Susan Grey).
- Riferimento del Titolo: il titolo si riferisce a varie canzoni, tra cui le omonime canzoni di David Byrne, Peter, Paul and Mary e dei Jefferson Airplane.

## Il giorno degli esami
- Titolo originale: Testing 1,2,3
- Diretto da: Christopher Misiano
- Scritto da: Allan Heinberg

### Trama
Meredith si prepara per andare al funerale della sua matrigna Susan, ma suo padre arriva all'ospedale e la avvisa che la sua presenza al funerale non è gradita, continuando a incolparla per quanto successo. Questo fatto crea sconforto nella ragazza, che lascia in bianco il foglio del test per la specializzazione. Webber va da Meredith cercando di confortarla, ma lei rifiuta il suo aiuto dicendogli che, anche se è stato l'amante di sua madre, non significa che debba farle da padre adottivo. Poi però si convince a farsi aiutare, e svolge nuovamente il test. Mark, Burke, Callie, Bailey e Derek vengono chiamati a occuparsi di Lonnie, un alpinista che è stato ritrovato con una piccozza nella testa. In seguito Izzie e George scoprono che è stato un altro alpinista a compiere questo gesto, con l'obiettivo di liberare l'amico dal dolore. Intanto Cristina, Izzie e Alex continuano a prepararsi per il test che dovranno affrontare nel pomeriggio che permetterà loro di restare nel programma dell'ospedale. Alex scopre che Ava si ricorda benissimo, da qualche giorno, chi è: il suo vero nome è Rebecca Pope ed è una donna sposata che è fuggita dal marito ed è venuta a Seattle. George riceve la risposta dal Mercy West: è stato accettato. Callie è felice per lui, ma la Bailey reagisce male ed è preoccupata per la carriera del ragazzo. Izzie cerca di convincere George a restare, così mente a George dicendo che non prova nulla nei suoi confronti e che quella notte di sessualità tra di loro non ha significato niente per lei. Adele, l'ex moglie di Webber, si presenta in ospedale chiedendo aiuto ad Addison: è incinta. Webber poi trova Adele svenuta e caduta per terra nel bagno delle donne. Derek incontra al bar di Joe una ragazza attraente che lo invita a bere insieme, ma lui rifiuta anche se non è del tutto convinto.
- Guest Star: Elizabeth Reaser (Ava/Jane Doe/Rebecca Pope), Steven W. Bailey (Joe il barista), Jeff Perry (Tutcher Grey), Aasha Davis (Rina), Kevin Rankin (Jack Vaughan), Brian Tee (Andy), Jack Yang (Walter), Derek Phillips (Dale), Mandy Siegfried (Molly Thompson), Loretta Devine (Adele Webber), Chyler Leigh (donna nel bar).
- Riferimento del Titolo: il titolo si riferisce all'omonimo brano dei Barenaked Ladies.

## Nuove scelte
- Titolo originale: Didn't We Almost Have It All?
- Diretto da: Rob Corn
- Scritto da: Tony Phelan e Joan Rater

### Trama
È il giorno del matrimonio di Burke e Cristina. Addison si occupa di Rina, la madre surrogata che dovrebbe affidare i suoi bambini a Joe il barista e al suo compagno Walter, ma la ragazza ha delle complicazioni al cuore e Burke la opera d'urgenza per una dissecazione aortica. I gemelli nascono e l'intervento finisce bene. Adele, dopo essere stata ritrovata da Richard priva di sensi, viene sottoposta a un intervento perché ha un aborto spontaneo e perde il bambino. Adele rivela a Richard che il bambino sarebbe stato suo figlio. Callie è stata scelta per il ruolo di capo degli specializzandi e rivela a George che vuole avere un bambino. Ciò che sconvolge George più di tutto è però la dichiarazione d'amore di Izzie. Derek rivela a Meredith di aver incontrato una donna al bar, per farle capire che a lui interessa solo lei e lei, invece, fa di lui ciò che vuole. Meredith, non sapendo cosa fare e cosa dire a Derek, lo lascia senza una risposta e va ad aiutare Cristina con i preparativi per il matrimonio. I tirocinanti ricevono i risultati degli esami di specializzazione: George è stato bocciato, ma non lo dice a nessuno. Intanto arriva al Seattle Grace Jeff Pope, il marito di Rebecca, ma la donna è chiaramente innamorata di Alex e gli chiede se deve restare per lui oppure no. Alex inizialmente la lascia andare, ma nel momento in cui, parlando con Addison, si rende conto di voler stare con Rebecca torna all'ospedale per cercare di fermarla, ma Rebecca è già partita. Durante il matrimonio Cristina entra in crisi perché si è cancellata i voti nuziali, scritti precedentemente sulle sue mani da Callie, ma Meredith la sprona ad andare avanti. A pochi momenti dall'inizio della cerimonia Burke dice a Cristina che non può sposarla sapendo che lei lo sta facendo solo per renderlo felice, così Burke se ne va via. Derek viene nominato nuovo capo di chirurgia, ma rifiuta lasciando il testimone allo stesso Richard. Meredith dice a Derek in chiesa che anche la loro storia è finita, quando annuncia che non ci sarà più il matrimonio tra Burke e Cristina. Mentre George svuota il suo armadietto incontra i nuovi tirocinanti, tra di essi c'è la donna che Derek aveva incontrato al bar, che si scopre essere Lexie Grey, sorellastra di Meredith. Addison, non avendo ottenuto il posto di primario di chirurgia, lascia definitivamente il Seattle Grace Hospital per trasferirsi a Los Angeles.
- In questo episodio la voce di sottofondo è quella di Webber, in una serie di flashback che ripropongono i colloqui avuti da Richard con i diversi aspiranti al ruolo di Primario di chirurgia.
- Guest Star: Elizabeth Reaser (Rebecca Pope), Jason London (Jeff Pope), Chyler Leigh (Lexie Grey), Steven W. Bailey (Joe), Diahann Carroll (Madre di Burke), Tsai Chin (Helen Rubenstein), Loretta Devine (Adele Webber), Aasha Davis (Rina), Kevin Rankin (Jack Vaughan), Brian Tee (Andy), Jack Yang (Walter), Derek Phillips (Dale), Robin Pearson Rose (Patricia).
- Riferimento del Titolo: il titolo si riferisce all'omonimo brano di Whitney Houston.
- L'episodio dura 53:05 minuti, determinandone così la puntata più lunga di tutta la serie.